# Le Coin du feu

Le Coin du feu est le premier magazine féminin québécois. Fondée et dirigée par Joséphine Marchand à la fin de l’année 1892, la revue mensuelle sera publiée de janvier 1893 jusqu’en décembre 1896, visant à aborder sous un angle mondain une variété de sujets intéressant son public féminin.

## Présentation du magazine
Le Québec du XIXe siècle a produit un nombre relativement réduit d’écrivaines. Parmi celles qui ont réussi à se tailler une place dans l’univers littéraire québécois se compte Joséphine Marchand, dont l’un de ses héritages fut la revue Le Coin du feu. Fondée à la fin de l’année 1892, la revue mensuelle, première revue destinée aux québécoises, sera publiée chaque mois de janvier 1893 jusqu’en décembre 1896. L'idée de créer le magazine lui est venue après qu'un homme se soit retiré d'un groupe de femmes pour qu'elles puissent "causer chiffons". Les femmes auraient alors toutes été d'accord pour dire qu'il y avait un manque de littérature appropriée à la femme et à ses besoins. Ainsi, Joséphine Marchand souhaite que Le Coin du feu accompagne les femmes dans leurs loisirs et leur vie quotidienne. 

### Joséphine Marchand
Joséphine Marchand était une femme de lettres qui s'est démarquée dans l'esprit populaire par son éloquence, son patriotisme, son dévouement aux œuvres sociales et son talent littéraire. À l'âge de 17 ans, elle fit ses débuts en publiant des chroniques dans le journal Le Franco-Canadien, dirigé par son père Félix-Gabriel Marchand. Joséphine Marchand n'écrivait pas uniquement pour le plaisir, mais souhaitais exprimer des idées, lancer des projets, suggérer des initiatives et inspirer le progrès. La vie littéraire a été pour l'écrivaine un moyen d'action sociale. Sa devise personnelle, celle qui a inspiré son magazine, était « être utile ». L'Œuvre des livres gratuits est d'ailleurs un exemple de son désir d'être utile. Elle fera une première mention de l'organisation visant l'alphabétisation et la lecture des plus démunis dans une chronique du numéro de janvier 1896 dans Le Coin du feu, alors que l'Œuvre des livres gratuits n'est qu'un projet en devenir. Elle écrit donc par devoir, car elle est consciente de l'avantage que lui apportent son éducation et sa culture et elle veut redonner aux femmes moins fortunées à travers l'écriture de son magazine.
Elle se fixe comme objectif d'élever le niveau intellectuel des femmes, de dire des choses utiles à la jeunesse et de critiquer la société. Afin de promouvoir l'accès des femmes à la littérature et à la culture, elle réunit des collaborateurs distingués de la France et du Canada. Afin de ne pas trop attirer la critique, elle déguise son propos sous des recettes, des trucs d'entretien et des conseils de mode, et elle œuvre à développer la culture littéraire et artistique auprès des femmes québécoises. En publiant du matériel visant à améliorer le rôle des femmes au foyer, elle ne représente pas un organe revendicateur, protestataire ou agressif s'inscrivant dans un mouvement féministe. Au contraire, le but du magazine est plutôt d'aider les femmes à développer des qualités féminines, ce qui suggère que l'attitude culturelle envers le féminisme est encore négative. Bien que Le Coin du feu ne veuille pas être défini comme un magazine féministe, il s'est tout de même fait critiquer pour avoir adopté des intentions subversives .
Au cours de toutes les années d’activités de la revue, Joséphine Marchand a utilisé à plusieurs reprises des pseudonymes, non seulement dans son propre magazine, mais aussi lorsqu'elle écrivait pour d'autres journaux et magazines. Parmi les pseudonymes qu'elle a utilisés se trouvent Josette, Madame Dandurand, Marie Vieuxtemps ainsi que Météore.
Selon Michelle Dumont, historienne, l'action d'utiliser un pseudonyme pourrait permettre à une écrivaine d'écrire et de parler avec plus de liberté et d'audace qu'elle pourrait le faire sous son vrai nom. Comme les pseudonymes choisi par Joséphine Marchand sont féminins, sa motivation résulte davantage d'une réticence de la part des femmes  à confronter le climat social hostile. Il existait une attitude hostile envers les romans en français, en particulier ceux écrits par des femmes. Les magazines féminins avaient donc beaucoup à faire pour rendre l'écriture et la lecture de fiction une activité acceptable pour les femmes. Le Coin du feu débuta par publier de la fiction écrite par des auteurs français populaires, comme Maupassant, Hugo et Balzac, puis vient une transition vers des articles et de la fiction de petits groupes d'auteures franco-canadiens. Ainsi, Le Coin du feu avait comme stratégie de démontrer que contrairement à l'idée que le travail littéraire des femmes se positionnait à l'encontre de l'idéologie dominante de la société, leur écriture était au contraire en accord avec celle-ci.

### Contenu de la revue
Au cours de ses quatre années d'existence, le magazine a abordé une panoplie de sujets variés. La majorité des textes ont été signés par Joséphine Marchand elle-même, mais plusieurs collaborateurs ont été sollicités. Les premiers sujets d'intérêts pour Joséphine sont d'abord les femmes, puis les arts et la littérature. La politique étrangère est également un sujet qui l'intéresse. 
| Sujets | % total du magazine |
| --- | ------------------- |
| Femmes | 30.35%              |
| Journalisme | 1.78%               |
| Nature | 3.57%               |
| Arts et littérature | 23.21%              |
| Politique étrangère | 16.07%              |
| Mondanité (Bals, fêtes, soupers, anecdotes sur des personnages contemporains, expositions universelles, funérailles, etc.)                                 | 10.71%              |
| Varia (Santé, guerre, bilan de l’année, souhait aux lecteurs, réflexions sur l’inégal partage des richesses, le jeune homme moderne, le patriotisme, etc.) | 14.28%              |

Le Coin du Feu comprend quatre volumes composés de 12 numéros publiés durant chaque mois des années 1893, 1894, 1895 et 1896. Contenant de 26 à 42 pages, les numéros étaient constitués de nombreux articles et rubriques diversifiées.  
| Rubriques                                                        | Contenu des rubriques | % total des pages rédactionnelles |
| ---------------------------------------------------------------- | --- | --------------------------------- |
| Revue d'Europe                                                   | Résumé des évènements du mois venant d’un correspondant parisien                                                               | 0.01%                             |
| Mode                                                             | Tendance de provenance parisienne                                                                                              | 5.64%                             |
| Hygiène                                                          | Conseils pratiques sur la tenue des maisons, secrets d’élégance raffinée, recette d’eau de toilette, conseils du docteur, etc. | 5.18%                             |
| Savoir-Vivre                                                     | L'art de l’ameublement et plus encore selon un auteur français                                                                 | 6.71%                             |
| Art culinaire                                                    | Recettes utiles et économiques                                                                                                 | 2.30%                             |
| Étude de caractère ou Peinture de mœurs                          | Travaux d'auteures canadiennes                                                                                                 | 2.07%                             |
| Conseils de la Mère Grognon                                      | Recommandations d'après le manuscrit d'une femme d'esprit                                                                      | 0.74%                             |
| Reproduction de journaux étrangers                               | Articles venant de journaux extérieurs au Canada, comprend aussi quelques pages de conférenciers religieux sur la femme        | 24.93%                            |
| Corrections de locutions vicieuses                               | Reprises d'expressions et de manière de communiquer qui ne sont pas considérées correctes                                      | 0.32%                             |
| Feuilleton littéraire                                            | Plusieurs récits et textes littéraires                                                                                         | 7.32%                             |
| Chroniques de Joséphine Marchand                                 | | 4.66%                             |
| Page pour les enfants                                            | | 2.65%                             |
| Chronique mondaine, revue des livres et des théâtres             | | 3.69%                             |
| Coin pour rire                                                   | Rébus, énigme, jeux de cartes, caricatures, etc.                                                                               | 1%                                |
| Ici et là                                                        | Commentaires sur des sujets variés                                                                                             | 3.95%                             |
| Paroles chrétiennes                                              | | 0.19%                             |
| Petit cours de mythologie                                        | | 0.71%                             |
| Chronique de littérature sous la signature de différents auteurs | | 0.32%                             |
| Articles signés Yvonne                                           | Articles écrits par Marie Lacoste Guérin-Lajoie                                                                                | 1.42%                             |
| Varia                                                            | Enquêtes, correspondants, actualités, collaborateurs spéciaux, musique, etc.                                                   | 6.97%                             |
| Articles signés de Joséphine Marchand                            | | 6.42%                             |
| Articles signés de Marie Vieuxtemps                              | Articles signés sous un pseudonyme par Joséphine Marchand                                                                      | 3.69%                             |
| Articles signés de Météore                                       | Articles signés sous un pseudonyme par Joséphine Marchand                                                                      | 4.28%                             |
| Articles non signés                                              | Probablement des articles de Joséphine Marchand                                                                                | 2.07%                             |
| Publicités                                                       | | 1.55%                             |

## Contexte de production du magazine

### Contexte littéraire
Le XIXe siècle fut une période assez timide pour les écrivaines francophones au Québec, puisque très peu d’entre elles écrivaient de la fiction durant cette période. Plusieurs limitations affectaient leurs activités, et certaines conditions contribuaient à écarter l’écriture féminine de l’espace public. À la suite de la publication du premier roman écrit par une femme en 1881, soit Angéline de Montbrun par Laure Conan, on se mit à se questionner sur les raisons de cette absence et sur la manière de rendre le climat plus propice pour les auteures féminines. Parmi les nombreux périodiques de l’époque qui avaient comme objectif la promotion de l’accès des femmes à la littérature se trouve Le Coin du feu.
C’est particulièrement à l’approche du XXe siècle qu’on observe un accroissement significatif du nombre de femmes de lettres canadiennes-françaises. La convergence du développement urbain, économique et médiatique permet de créer des conditions favorisant l’arrivée des écrivaines dans l’espace public. De plus en plus de réseaux et de cercles féminins apparaissent dans le décor littéraire, et ils sont dominés par deux grandes associations encadrant les activités des femmes dans la sphère publique : le Conseil national des femmes du Canada (CNFC) et la Fédération nationale Saint-Jean-Baptiste (FNSJB). Joséphine Marchand fut d'ailleurs membre du CNFC, et elle collabora avec la FNSJB dans leur section féminine. Elle fut temporairement vice-présidente du CNFC en 1894 et elle se fit porte-parole de la fédération auprès des Canadiennes-françaises, en même temps qu'elle dirigeait Le Coin du feu. Le périodique est paru pour la première fois en 1893, la même année que la fondation du CNFC, liant ainsi le développement des pratiques associatives des femmes au développement de la presse féminine, qui favorise et reflète les interactions qu'entretiennent des femmes de lettres. Le titre même du magazine est connoté du déplacement des pratiques féminines de nature privée à un engagement dans l'espace public, Le Coin du feu rappelant le foyer, la chaleur et l'espace domestique. Le magazine est également engagé dans la diffusion des activités littéraires et éducatives du CNFC.   
On observe également un essor dans le milieu journalistique, et on recherche de plus en plus de lectrices féminines pour répondre au marché publicitaire. De simples lectrices, elles deviennent peu à peu collaboratrices, rédactrices puis directrices. Les journaux publient des textes signés par des femmes, et ensuite des chroniques pour et par elles. En concurrence avec les journaux généralistes, les périodiques féminins visent un marché plus restreint, ce qui constitue leur stratégie éditoriale. Les directrices des magazines féminins ont un désir de rapprochement envers leurs lectrices, une volonté d'offrir un espace réservé à elles.   

### Idéologie des deux sphères
Malgré les nombreux regroupements de femmes qui commencent à se former, la fin du XIXe siècle s'inscrit toujours dans une culture et une idéologie qui imposent un rôle particulier aux femmes. L'idéologie des deux sphères, publique et privée, prend vie dans la loi, la politique, l'économie et le social. La distinction sexuelle des rôles et des tâches accorde donc le domaine public, les affaires, la politique et l'économie aux hommes, alors que les femmes détiennent le domaine privé, les travaux domestiques, et le soin des enfants et du mari. L'industrialisation et l'urbanisation qui a débuté au milieu du siècle auraient contribué à l’expansion de ce modèle. 
Ce partage des tâches va avoir plusieurs conséquences. La première est que la femme ne peut pas être conçue comme pouvant avoir une valeur propre, avoir des besoins et des droits. La femme elle-même ne se voit qu'au service des autres, ce qui affecte également les relations entre les hommes et les femmes. Ils ne vont pas beaucoup se mêler entre eux au cours de leur socialisation, ce qui va créer une distance et de mauvaises conceptions de l'autre sexe. Ainsi, une autre conséquence est que les femmes passent de moins en moins de temps avec les hommes, et de plus en plus de temps entre elles. Également, cette idéologie éloigne la femme des affaires publiques, et elle n'a donc pas à intervenir dans le monde des affaires, le monde du travail et le monde politique, ce qui se reflète dans les lois. Une femme mariée est considérée comme une mineure au point de vue juridique et politique, ce qui contribue à définir son rôle d'épouse et de mère. Son statut d'infériorité est également perpétré à travers la religion.  
L'idéologie des deux sphères va donc isoler les femmes au domaine domestique. Cependant, elle va tolérer les activités publiques chez les femmes qui ont du temps libre, comme pour les bonnes œuvres. Des femmes vont alors lentement élargir leurs champs d’activités afin de répondre aux besoins sociaux causés par les changements socio-économiques, ce qui va les confronter aux limites de leurs places attribuées par la société. Des femmes vont élargir leur sphère grâce à la pratique d'activités maternelles sociales. De plus en plus de femmes issues de milieux aisés vont s'unir dans divers regroupements pour revendiquer leur place dans la société. Plusieurs associations vont adhérer au discours que c'est justement à cause de la nature maternelle de la femme qu'elle doit intervenir dans la sphère publique. 
Ces premières manifestations féministes vont s'inscrire dans un féminisme maternel. Le terme de féminisme va davantage être utilisé dans les années 1890 pour désigner les revendications des femmes d'augmenter leur rôle dans l'espace public et de se définir de manière autonome, sans stéréotypes ni discriminations. Les femmes d’œuvres peuvent être décrites en majorité comme des féministes maternelles. 

### Appartenance idéologique de Joséphine Marchand
Il faut retenir que Joséphine Marchand vient d'une famille d'un milieu aisé vivant à Montréal. Elle n'adopte pas un féminisme trop loin de l'idéologie dominante de la société voulant que les hommes soient dans la sphère publique et que les femmes soient dans la sphère privée. Elle adhère donc en grande partie à l'idéologie des deux sphères, selon laquelle le rôle social de la femme se consacre à l'entretien de la maison et au soin des enfants et du mari. Elle évolue dans ce contexte idéologique, et elle se heurte aux limitations imposées par la société. Par son métier d'écrivaine, elle sort de la sphère privée en écrivant pour le public.
Joséphine Marchand considère que le mariage est encore la seule voie ouverte aux femmes. Cependant, les femmes qui ont du temps libre ont le devoir d'étendre les bienfaits de leurs actions dans des interventions sociales visant particulièrement des populations à risques comme les pauvres, les orphelins, les vieillards et les délaissés. Ce souhait que toutes les femmes redonnent à la communauté peut être considéré comme faisant partie du féminisme maternel. Le mariage est pour elle la vraie vie, et elle critique les hommes qui refusent de se marier, ce qui priverait des jeunes femmes de leur source de revenus, comme ce sont les hommes qui doivent subvenir aux besoins du foyer. Elle croit aussi que la valeur d'une femme lui est attribuée en fonction de sa dignité et de son respect du code de conduite. Elle est toutefois consciente du tort que ce code de conduite inflige aux femmes, mais elle n'ose pas en sortir. Joséphine Marchand est donc très imprégnée de l'idéologie dominante, ce qui lui vaut certaines critiques.  
Même si elle donne plusieurs conseils aux femmes qui sont en harmonie avec l'idéologie des deux sphères, elle réclame l'égalité des sexes et la distinction de l'obéissance et de l'esclavage dans le mariage. Elle va réclamer des droits pour les femmes mariées, et va critiquer le manque d'éducation offert aux jeunes filles. Elle dénonce la peur des hommes de se faire surpasser par des femmes et les difficultés d'une femme savante à se faire accepter en société. Elle réclame donc un meilleur accès à l'éducation supérieure pour les femmes afin qu'elles puissent occuper un rôle plus important dans des domaines considérés féminins. Elle souhaite que plus de femmes aient accès au monde du travail. Elle propose des professions s'axant sur la sphère privée n'ayant pas d'impact sur la sphère publique. Elle fait beaucoup la promotion du travail bénévole et argumente que sortir les femmes de leur foyer apporte beaucoup à la société, car les qualités féminines peuvent servir à la communauté. Côté politique, elle se dit satisfaite de la place des femmes et ne réclame pas plus. Certaines critiques y voient cependant des contradictions, car le suffrage féminin est un de ses sujets de prédilection.    
Plusieurs féministes se sont plus tard questionnées à savoir si les féministes maternelles étaient de réelles féministes, car elles sont parfois perçues comme une faiblesse de la première vague féministe. Plusieurs historiennes, comme Susan Mann et Jennifer Stoddart, ont toutefois qualifié les débuts de ce féminisme comme une forme douce de féminisme, puisqu'il navigue autour du patriarcat nationaliste afin de ne pas trop confronter la réalité sociale dans laquelle les féministes évoluaient. D'autres, comme Michelle Dumont, ont plutôt reconnu l'audace de ce féminisme, qui a été un acte de défiance et d'émancipation qui a caractérisé le contexte idéologique particulier du Québec de la fin du XIXe siècle et du début du XXe.  
Parmi les articles de Joséphine Marchand qui use de l'audace du féminisme de la première vague se trouve un article publié en 1896 dans Le Coin du feu nommé Les Professions Féminines. Elle détermine dans cet article des paramètres concrets permettant aux femmes de pratiquer leur rôle de femme dans des occupations extérieures à la sphère domestique. Elle énumère plusieurs occupations qu'elle considère féminines et que les femmes devraient poursuivre, comme donner des leçons de piano, de chant, de diction, de maintien ou de danse. Elle souhaite donc éviter l'inquiétude causée par les femmes occupant des métiers d'hommes en proposant des métiers qui ne brimerait pas les hommes, et qui permettrait aux femmes de travailler. Cette position renforce l'idéologie nationaliste des deux sphères, mais revendique à la fois l'investissement des femmes dans l'espace public.   
Joséphine Marchand, avec d'autres femmes littéraires de son époque, a contribué à la transformation de la langue française, notamment grâce à la féminisation de la langue. Ces chroniqueuses, qui réunissent entre autres Robertine Barry, Marie Lacoste Gérin-Lajoie, Georgina Bélanger et Henriette Dessaulles, vont créer des dénominations féminines afin de désigner des titres de fonctions et de professions. Leurs textes devancent la réalité sociale des rapports entre les sexes. Joséphine Marchand a également participé à la valorisation du patrimoine linguistique québécois en mettant en valeur dans ses articles des mots, des tournures de phrases et des expressions québécoises qui témoignent de son nationalisme canadien. Elle a également contribué à la conception d'outils de correction linguistiques, notamment avec ses chroniques Locution vicieuses, première chronique de ce genre et la seule connue rédigée par une femme. Se composant de 14 publications tenues durant les quatre années d'existence de la revue, elle corrige surtout des anglicismes et des tournures de phrases erronées. Ses efforts de féminisation de la langue, qui comprend à la fois un vocabulaire adapté et une plus grande implication des femmes dans le maintien et la propagation de la langue française, démontrent la volonté de changement social et d'amélioration de la condition des femmes au Canada qui l'anime.